# GSG Oldenburg

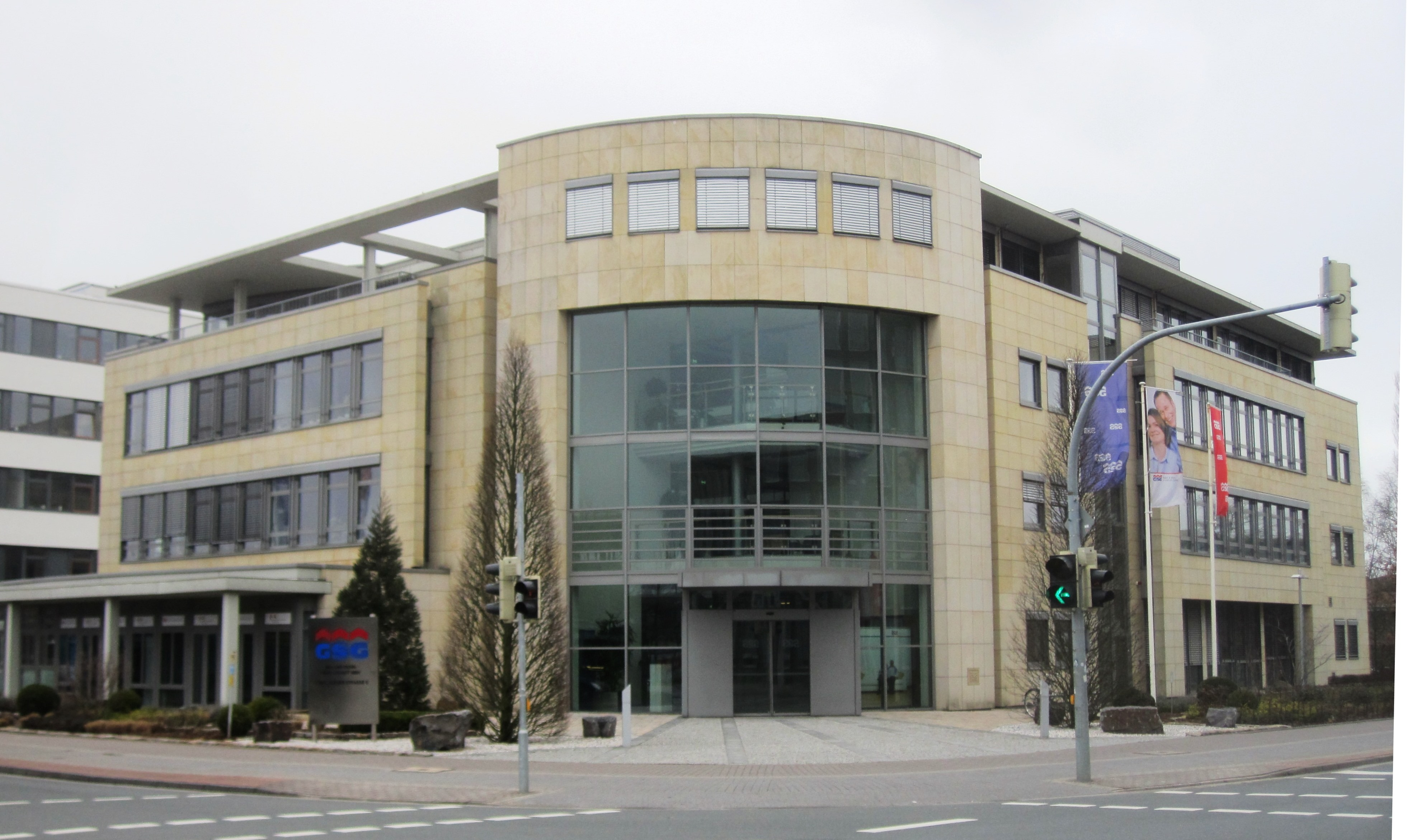
Hauptverwaltung

Die GSG Oldenburg ist ein deutsches Wohnungsunternehmen mit Sitz in Oldenburg (Oldenburg). Sie befasst sich mit wohnungswirtschaftlichen Aufgaben, insbesondere unter Berücksichtigung der Stadtentwicklung und sozialer Belange.

## Das Unternehmen
Das Unternehmen beschäftigt 86 Mitarbeiter in Voll- und 22 in Teilzeit. Es betreut 9.357 Wohnungen, 140 Gewerbeobjekte und 1.187 Garagen. 2022 betrugen die Umsatzerlöse 51,5 Mio. Euro und die Bilanzsumme 320,4 Mio. Euro; das Eigenkapital belief sich auf 122 Mio. Euro.
Gesellschafter
Die Gesellschafter der GSG Oldenburg sind
- die Stadt Oldenburg (34,5 %),
- die Norddeutsche Landesbank (22,22 %),
- die Landessparkasse zu Oldenburg (22,22 %),
- die Deutsche Rentenversicherung Oldenburg-Bremen (11,7 %),
- der Landkreis Oldenburg (9,36 %),

Geschäftsführung
Daniel Jircik ist seit Januar 2025 Geschäftsführer.

## Geschichte
Erste Gesellschafter der am 5. August 1921 gegründeten Gemeinnützigen Siedlungsgesellschaft Oldenburg GmbH waren die Stadt Oldenburg und der Kriegerheimstättenverein des Herzogtums Oldenburg. Wichtigste Aufgabe war die Bekämpfung der Wohnungsnot nach dem Ersten Weltkrieg. Die Gesellschaft betätigte sich bis zum Beginn des Zweiten Weltkriegs (1939) insbesondere im Kleinsiedlungswesen und im Eigenheimbau, vor allem in den nördlichen Stadtteilen Oldenburgs.
Der Ausbruch des Zweiten Weltkriegs stoppte weitere Vorhaben. Nach seinem Ende beteiligte sich die GSG am Wiederaufbau und versorgte unter anderem über 40.000 Vertriebene mit Wohnraum. Um den Sozialen Wohnungsbau anzukurbeln, trat am 1. Januar 1950 bundesweit das Erste Wohnungsbaugesetz in Kraft. Mit dem Sozialen Wohnungsbaufonds (SoWoFo) legte die Stadt Oldenburg ein kommunales Programm auf. Über 2.200 vor allem auf die Bedürfnisse junger Familien zugeschnittene Mietwohnungen und Kleinsiedlungen entstanden durch die GSG.
Der Bauboom hielt in Oldenburg auch in den Folgejahren an. Die GSG betätigte sich dabei in fast allen Oldenburger Stadtteilen als Bauherr. Als 1990 das Wohnungsgemeinnützigkeitsgesetz abgeschafft wurde, wandelte sich die Gemeinnützige Siedlungsgesellschaft zur GSG Oldenburg Bau- und Wohngesellschaft mbH. Ihre Gesellschafter schrieben die freiwillige Beachtung gemeinnütziger Ziele im Gesellschaftervertrag fest.
Um die wachsende Einwohnerzahl Oldenburgs zu bewältigen, ist die GSG seit etwa 2005 damit beschäftigt, neue Wohngebiete wie etwa im Stadtteil Alexanderhaus zu entwickeln und den vorhandenen Bestand zu sanieren. Daneben engagiert sich das Unternehmen in der Planung und im Bau von Dienstleistungsgebäuden. So errichtete sie direkt neben ihrem Firmensitz den Neubau der Volkshochschule Oldenburg, der 2010 in Betrieb genommen wurde. Neun Jahre später folgte die Eröffnung der ebenfalls von der GSG gebauten Jugendherberge Oldenburg. Bis Mitte 2025 wird die Gesellschaft auf dem Fliegerhorst Oldenburg im rund vier Hektar großen Quartier Helleheide die ersten 89 Wohneinheiten, eine Quartiersgarage und eine Kindertagesstätte errichten. Im Laufe der folgenden Jahre soll das Gebiet auf rund 230 Wohneinheiten anwachsen.
Im Sommer 2022 hat die GSG die Tochterfirma GSG Energie gegründet. Geschäftsführerinnen sind Birgit Schütte und Christin Völsch.

## Mitgliedschaften der GSG Oldenburg
Die GSG Oldenburg ist Mitglied im Verband der Wohnungs- und Immobilienwirtschaft in Niedersachsen und Bremen (vdw).